# Hugla

Hugla  est une île de la commune de Nesna , en mer de Norvège dans le comté de Nordland en Norvège.

## Description

Les îles de Nesna

L'île de 17,9 km2 se situe au sud des îles de Tomma et Handnesøya et à l'ouest du continent, le long du fjord Sjona (en).
Elle est à l'est de l'île Lokta au nord du Ranfjord (en). Les habitants de l'île vivent principalement sur la côte est, de l'autre côté du fjord depuis le village de Nesna.
Hugla a une liaison par pont avec la petite île de Vikholmen au nord-est, où il y a une liaison par car-ferry avec le centre municipal et les îles environnantes de Tomma et Handnesøya.
La société Vikholmen utvikling AS (VuAS) y exploite l'élevage d'alevins de cabillaud et d'autres poissons en écloserie.

## Galerie

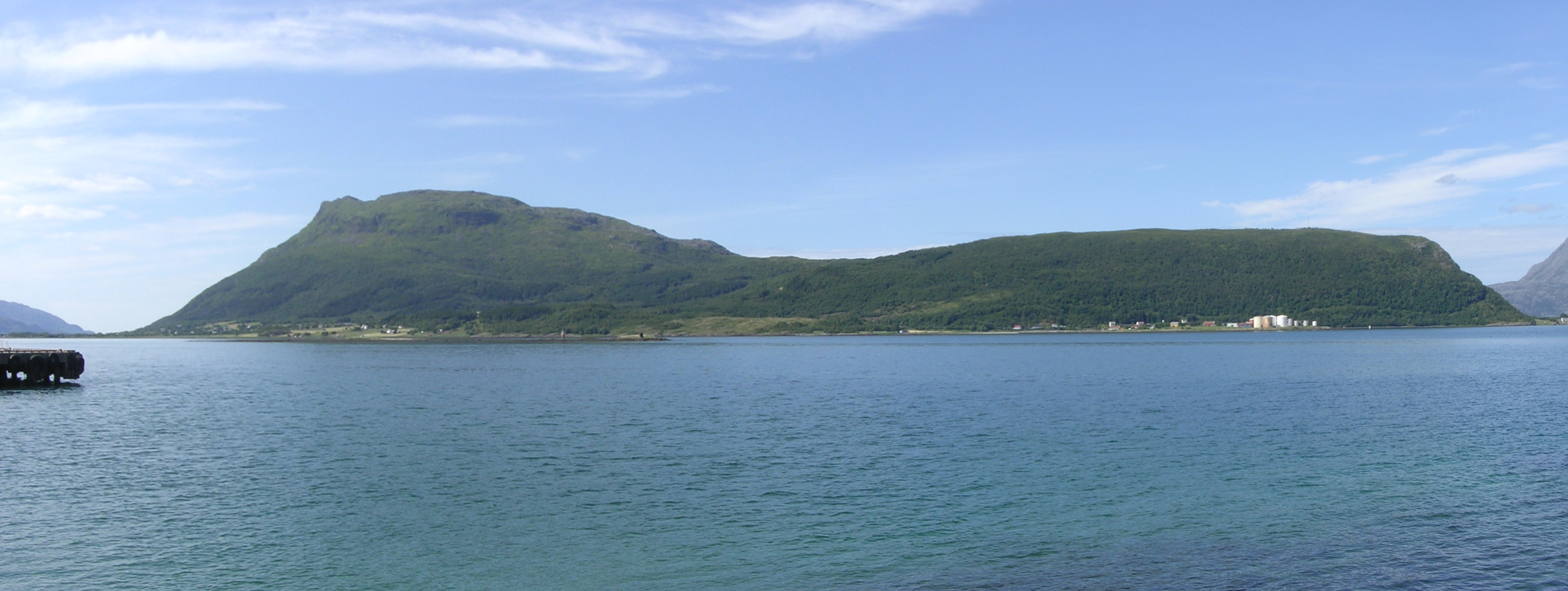
l'île d'Hugla
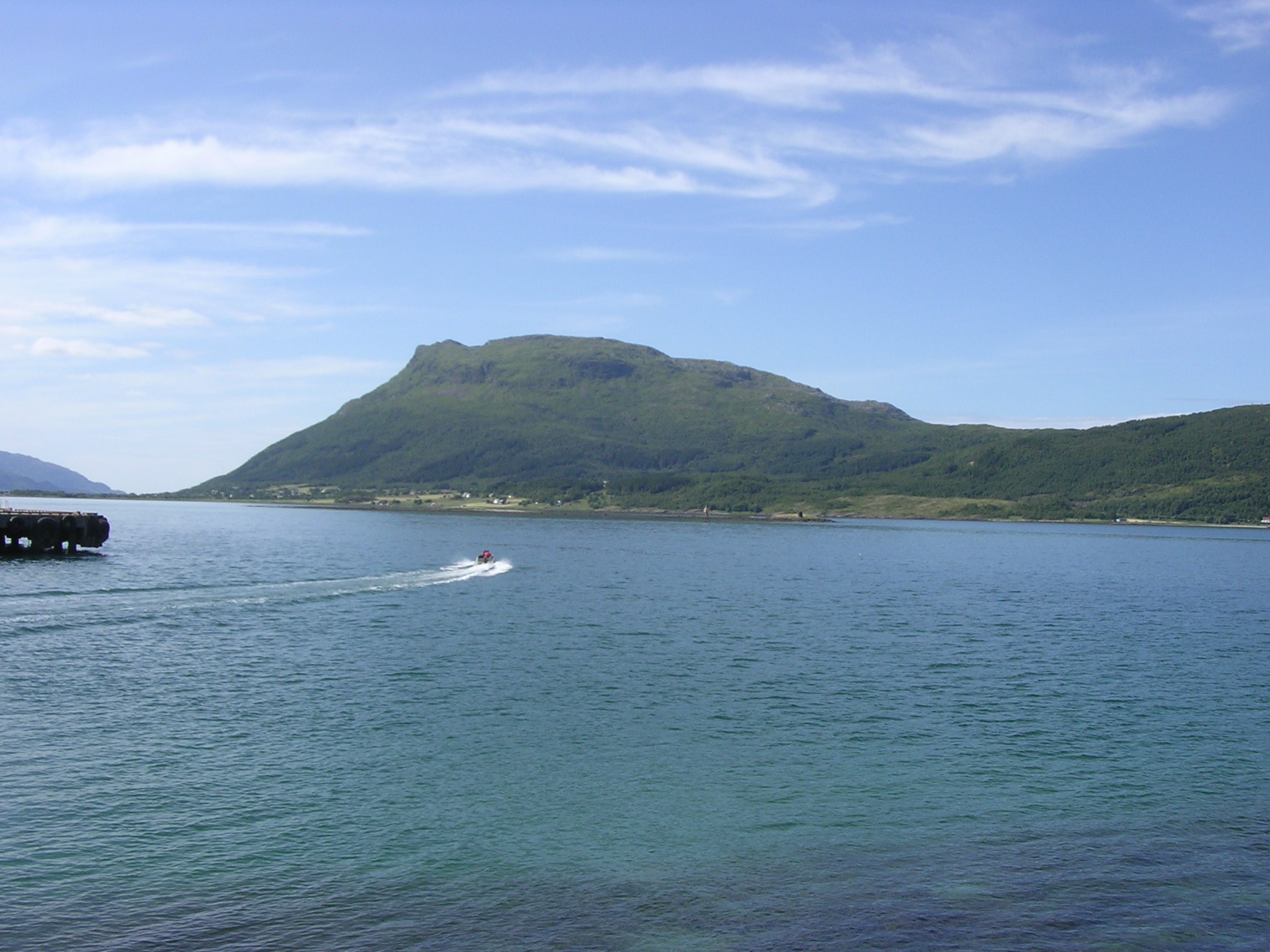
L'île d'Hugla